# Face à la nuit
Pour plus de détails, voir Fiche technique et Distribution.
Face à la nuit (幸福城市, Xìngfú Chéngshì) est un film sino taïwanais réalisé par Ho Wi-ding, sorti en 2018.

## Synopsis
Trois moments de la vie d'un homme nommé Zhang Dong Ling, qui a subi un traumatisme dans son enfance, qui vit des trahisons qu'il ne réussit pas à oublier, ressent de manques impossibles à combler, et qui décide de disparaître après avoir réglé ses comptes, à travers la vengeance. Les événements se déroulent lors d'une nuit de l'année 2000 - Zhang Dong Ling est alors adolescent -, lors d'une nuit de l'année 2016 - Zhang Dong Ling est un jeune adulte marié et qui exerce le métier de policier -, et lors d'une nuit de l'année 2049 -  Zhang Dong Ling est alors un homme d'âge mûr survivant tant bien que mal dans une société déshumanisée qui soumet les citoyens à un contrôle absolu. Ces trois nuits sont présentées dans l'ordre anti-chronologique.

### 2049
Zhang Dong Ling est un homme usé qui évolue dans une société où la technologie règne. Il a un petit boulot en tant que gardien de sécurité. Un soir, il interrompt le concours de danse de sa femme Yu-Fang et attaque son amant. Dans le bus, il voit aux informations que le ministre de la santé, Shi Zi Wei, n'a pas pu donner d'interview car il est à l'hôpital. En rentrant, il croise une ancienne connaissance : un policier corrompu qui lui présente une liste de prostitués mineures qui sont prêtes à tout. Zhang reconnaît un visage qui lui semble familier et se rend dans un hôtel pour y rencontrer une jeune Française de 23 ans qui ressemble à un de ses amours de jeunesse, Ara. Réticent à ses avances, il finit par céder et couche avec elle en l’appelant "Ara". En sortant de la chambre, il découvre deux autres femmes qui sont des copies identiques d'Ara.
Zhang se rend ensuite à l'hôpital où Shi Zi Wei est soigné, et à l'aide de la puce d'un docteur réussit à rentrer dans la chambre du ministre. Alors qu'il s'apprête à le tuer, Shi Zi Wei se réveille à temps pour reconnaître son ancien collègue : Zhang et lui étaient policiers en 2016. Zhang étouffe le ministre avant de l'achever à l'aide d'un pistolet à silencieux, et échappe à la police.
Il se rend ensuite voir sa fille qui s'apprête à quitter le pays avec son partenaire Tim. Elle l'implore de signer les papiers du divorce pour enfin mettre un terme à la relation conflictuelle que Zhang entretient avec son ex-femme. Il refuse, avouant qu'il n'a jamais pu se remettre de l'adultère de sa femme survenu en 2016. Les deux se quittent, et Zhang promet qu'il rendra visite à sa fille une fois qu'elle se sera installée à l'étranger.
Il arrive devant son appartement au moment où l'amant de sa femme en ressort. Celui-ci lui demande aussi de signer les papiers du divorce ce qui enrage Zhang et le pousse à tuer l'amant à coup de brique. En rentrant chez lui, il surprend sa femme utilisant du Rujuvenator, un sérum de jeunesse, et brise la précieuse fiole. Les deux se disputent et Zhang étrangle sa femme jusqu'à la mort. Prévenu par la puce de Yu-Fang, la police envoie un drone au domicile de Zhang qui tente de l'abattre et meurt en s'écrasant avec l'appareil.

### 2016
Zhang Dong Ling est un jeune policier prometteur et bien considéré par sa hiérarchie. Comme sa femme, il travaille dur, et le couple a peu de temps pour se voir ou élever leur fille. Un soir, il parvient à arrêter une jeune étrangère, Ara, qui a volé des vêtements dans un magasin. La police n'ayant pas assez de preuves, Ara est relâchée.
Lors de sa patrouille, le collègue de Zhang lui suggère de surprendre sa femme pour raviver la flamme, et lui donne trente minutes avec elle. Zhang arrive chez lui et surprend sa femme avec l'un de ses supérieurs, le capitaine Shi Zi Wei. Les deux hommes se battent, et Shi prend le dessus, ordonnant à Zhang d'oublier cette affaire. Furieux, Zhang rentre au commissariat et répand le contenu du casier de Shi sur le sol, révélant de l'argent sale.
Plus tard, il croise Ara dans un supermarché et l'empêche de voler à la tire. En ressortant, il est attaqué par Shi Zi Wei et ses hommes qui le passent à tabac dans une ruelle avant qu'Ara ne les arrête. Les deux partent alors sur un scooter, échappant à la police, et se réfugient dans une maison qui selon Ara appartient à une de ses amies dont les parents sont partis en vacances. Seuls, Ara et Zhang Dong Ling font l'amour avant d'être interrompus par l'arrivée des habitants de la maison. Les amants ressortent et alors qu'ils s'apprêtent à partir, le propriétaire, qui se révèle être le père d'Ara, lui demande pourquoi elle lui a volé de l'argent. Ara rétorque que cet argent appartenait à sa mère, avant de partir.
Zhang propose à Ara de s'échapper avec elle, mais à son retour au commissariat, il est arrêté après avoir été victime d'un coup monté : Shi a caché des liasses de billets dans son casier, le faisant passer pour un policier corrompu. Le chef de la police est déçu par le comportement de Zhang et le condamne à six mois de prison. Il est arrêté alors qu'Ara l'attend dehors, espérant partir avec lui.

### 2000
Big Sister Wan est une criminelle qui a ses habitudes dans un petit restaurant de rue. Un soir, elle est piégée par la police et s'ensuit une course poursuite où elle croise la route de Zhang Dong Ling, âgé de 17 ans qui vient de voler un scooter. Les deux sont finalement appréhendés et amenés au poste. Malgré une vive détestation réciproque, les deux criminels commencent à parler. Lorsque Zhang révèle son identité à Wan, elle rentre dans une colère noire et commence à le frapper. Elle dit connaître sa grand-mère et est affligée de son comportement. La conversation continue, et Zhang avoue qu'il est obligé de voler pour subvenir aux besoins de sa grand-mère qui s'est récemment blessée. Il en veut terriblement à sa mère qui l'a abandonné pour une vie criminelle lorsqu'il était jeune.
On comprend alors que Wan est la mère de Zhang, mais celui-ci refuse de l'admettre et rejette sa compassion. L'aube se lève et les deux attendent d'être transférés vers une prison. Wan implore son fils de la regarder une dernière fois, lui disant qu'elle regrette d'être partie, mais Zhang reste impassible. Lui et sa mère sont séparés dans deux voitures de police différentes. Lorsque les deux voitures s'arrêtent à un feu rouge, la mère et son fils se regardent enfin, reconnaissant enfin leur relation. Malheureusement, un gang rival arrive et tue Wan d'une balle dans la tête. Alors que la police ouvre le feu sur les assaillants, Zhang, en larmes, se précipite en dehors de la voiture pour aller voir sa mère mais les policiers l'en empêche.
Le film s'achève sur un souvenir d'enfance où Wan pousse gaiement son fils sur une balançoire, partageant un réel moment d'amour.

## Fiche technique
- Titre : Face à la nuit
- Titre original : 幸福城市 (Xìngfú Chéngshì)
- Titre anglais : Cities of Last Things
- Réalisation : Ho Wi-ding
- Scénario : Ho Wi-ding
- Photographie : Jean-Louis Vialard
- Musique : Robin Coudert
- Pays d'origine : Chine, Taïwan
- Format : Couleurs - 35 mm
- Genre : drame
- Durée : 107 minutes
- Dates de sortie :
  - Canada : 8 septembre 2018 (Festival international du film de Toronto)
  - Taïwan : 26 octobre 2018
  - France : 10 juillet 2019

## Distribution
- Jack Kao : Zhang Dong Ling (âgé, en 2049)
- Lee Hong-chi : Zhang Dong Ling (adulte, en 2016)
- Xie Zhang-Ying : Zhang Dong Ling (adolescent, en 2000)
- Liu Juei-Chi : Yu Fang, la femme de Zhang Dong Ling (adulte)
- Lu Huang : Yu Fang (jeune)
- Yin Shin : la fille de Zhang Dong Ling
- Louise Grinberg : Ara/clone femelle
- Ning Ding : Big Sister Wang, la mère de Zhang Dong Ling
- Liu Liang-Zuo : l'agent de sécurité du dancing
- Stone : le Ministre Shi Zhi Wei/vice- captaine
- Sung Shao-Ching : le vice-chef adjoint
- Shih Ming-Shuai : Xiao He
- Duan Chun-Hao : Xiao Yao
- Robert Joel Jonathan : Tim
- Marie Bastano : Stephanie

## Musique
La bande originale est entièrement composée par l'artiste Rob, elle sort le 5 juillet 2019 sous le label Milan.
Bandes originales par Rob
Bande originale de Revenge'
(2017) Bande originale de Trois Jours et une vie'
(2019)
| 1. | Baby Night            | 1:47 |
| 2. | Drone - Omnibus       | 2:13 |
| 3. | Getting High          | 3:46 |
| 4. | Lonely Papa - Futur   | 2:13 |
| 5. | Prisoners             | 1:33 |
| 6. | Omnibus One           | 3:08 |
| 7. | Lonely Papa - Present | 1:11 |

## Sortie

### Accueil critique
En France, le site Allociné recense une moyenne des critiques presse de 3,4/5.
Enfin pour Première le film est « un beau polar aux accents mélo qui raconte le destin tragique d'un flic en trois nuits décisives. Pour fans de Wong Kar-wai en manque. »

## Distinctions

### Récompenses
- Festival international du film de Toronto 2018 : prix Platform
- Festival international du film policier de Beaune 2019 : Grand Prix[3]